# ناحیه خاران
ناحیه خاران (به انگلیسی: Kharan District) یکی از ناحیه‌های پاکستان در پاکستان است که در ایالت بلوچستان واقع شده‌است. ناحیه خاران ۸٬۹۵۸ کیلومتر مربع مساحت و ۱۵۶٬۱۵۲ نفر جمعیت دارد.